# Jean d'Orléans (1399-1467)
Pour les articles homonymes, voir Jean d'Orléans.
Jean d'Orléans ou Jean d'Angoulême, né entre le 1er mai 1399 et le 7 août 1399 et mort le 30 avril 1467 à Cognac, est comte d'Angoulême et de Périgord.

## Biographie

### Famille
Jean d'Orléans est le fils de Louis, duc d'Orléans, de Valois, comte de Blois, et de nombreux autres lieux, et de Valentine Visconti, héritière présomptive du duché de Milan. Il est également le frère du célèbre poète Charles Ier d'Orléans, le demi-frère de Jean de Dunois (dit le bâtard d'Orléans avant l'obtention de son titre comtal), l'oncle du roi Louis XII et le grand-père du roi François Ier.

### Un otage exilé33 ansen Angleterre
Jean d'Orléans, âgé de 13 ans, est livré en otage aux Anglais en 1412. En effet, dans le cadre des affrontements entre Armagnacs et Bourguignons, l'alliance anglaise est déterminante et les deux camps n'hésitent pas à la solliciter. C'est ce que font les partisans de Charles d'Orléans au printemps, avant de signer au mois d'août une trêve qui stipule que les deux partis renoncent à toute convention avec les Anglais. Cependant, les troupes anglaises refusent de retourner chez elles sans une confortable compensation de l'ordre de 150 000 puis bientôt 210 000 écus, somme que les Armagnacs s'engagent à leur verser par le traité de Buzançais le 14 novembre. Mais incapables de rassembler cette somme immédiatement, ils en garantissent le versement ultérieur en accordant aux Anglais six otages dans l'entourage de Charles d'Orléans, dont son jeune frère Jean. 
Ce dernier ne sera finalement libéré qu'en 1444. Après la bataille d'Azincourt en 1415, son frère aîné capturé le rejoint pour partager non seulement la détention mais aussi l'intérêt pour la littérature. En effet, Jean vit ses 33 années en Angleterre au milieu des livres dont il apprécie la lecture et fait des commentaires. Il n'hésite pas à faire appel à des copistes pour enrichir sa bibliothèque personnelle. On sait ainsi qu'il fait faire par un scribe anglais une copie, aujourd'hui conservée à la Bibliothèque Nationale de France, des Contes de Canterbury de Geoffrey Chaucer, qu'il emmène avec lui lors de sa libération puisque l'ouvrage fait partie de l'inventaire de ses biens exécuté après décès. C'est du reste le premier manuscrit de cet ouvrage à avoir traversé la Manche, ce qui montre bien à quel point les échanges d'otages ont pu contribuer aux circulations culturelles en Europe.

### De retour d'Angleterre
Après sa libération, Jean combat sous les ordres de son demi-frère Dunois en Guyenne en 1451 et contribue à en chasser les Anglais.
Entretemps, le 31 août 1449, il épouse Marguerite de Rohan, fille d'Alain IX, vicomte de Rohan, et de Marguerite de Bretagne, dame de Guillac. De cette union naissent trois enfants :
- Louis (1455-1458)
- Charles d'Orléans (1459-1496), comte d'Angoulême, père du roi François Ier
- Jeanne (1462-1520), mariée à Charles-François de Coëtivy, comte de Taillebourg, fils d'Olivier de Coëtivy et de Marie de Valois.

Il a également un fils, Jean de Valois, bâtard d'Angoulême, qu'il légitime en 1458.
Jean d'Orléans, le « bon comte Jean d'Angoulême », repose dans la cathédrale Saint-Pierre d'Angoulême avec son épouse et son fils Charles d'Orléans. Sa dépouille, ainsi que celle de son fils, retrouvées dans la cathédrale d'Angoulême en 2011, sont réinhumées le 15 février 2015 lors d'une cérémonie présidée par Mgr Claude Dagens en cette même cathédrale. 
Son crâne est mutilé par les Huguenots.
Une statue de Jean d'Angoulême a été réalisée en 1876 par Gustave-Louis Gaudran ; elle orne le square Girard II au chevet de la cathédrale.

### Bibliographie

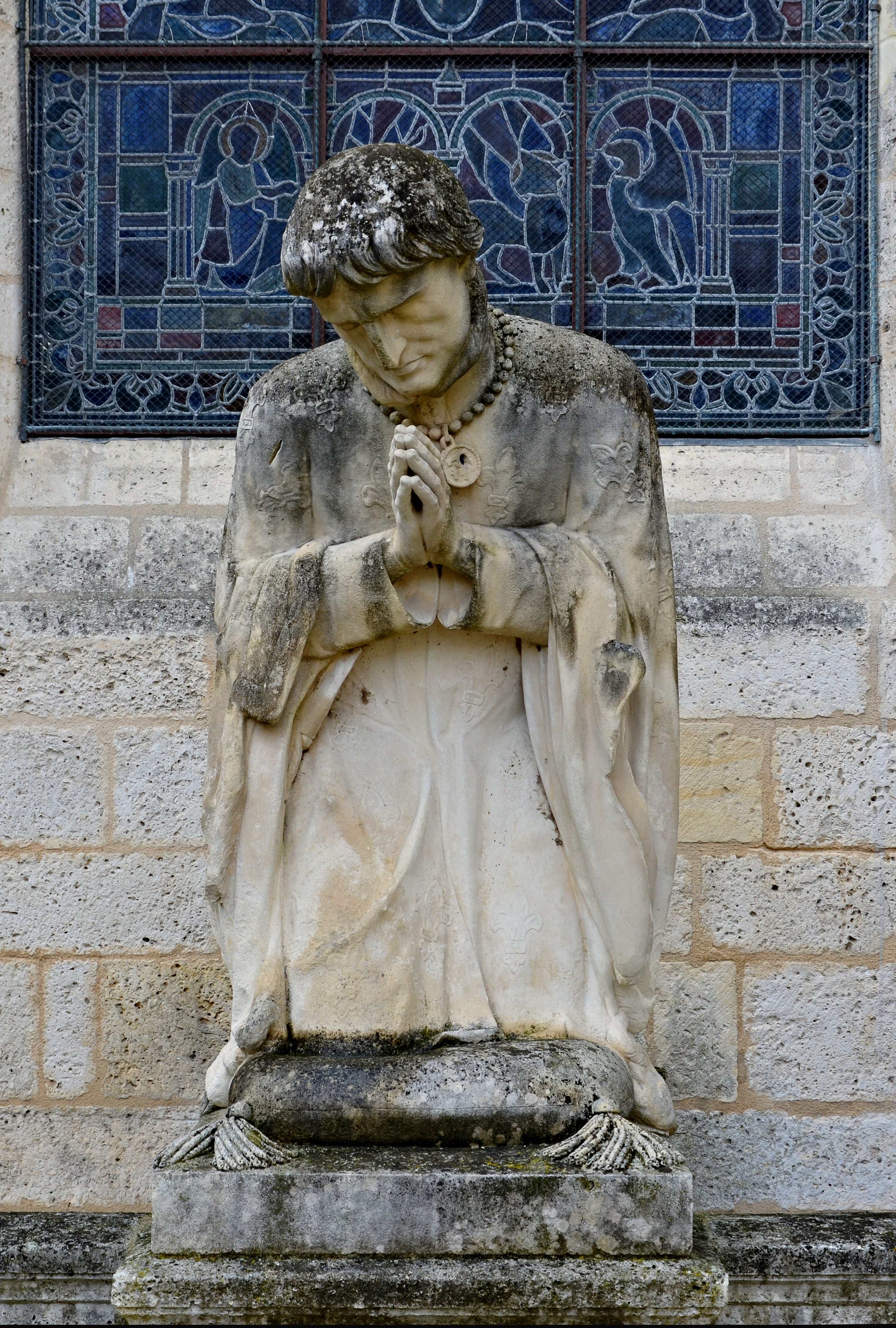
Vue d'artiste du comte Jean.
Statue érigée en 1876 à la cathédrale Saint-Pierre d'Angoulême.